# Kobalt Figurentheater Lübeck
Das KOBALT Figurentheater Lübeck ist ein Puppentheater in der Hansestadt Lübeck in Schleswig-Holstein.

## Geschichte
1980 professionalisierten Kristiane Balsevicius und Silke Technau ihre studienbegleitenden Puppenspielerischen Aktivitäten (seit 1975) und gründeten das KOBALT Figurentheater in Berlin. Ab Januar 2000 bereicherte Stephan Schlafke als fester Mitarbeiter des Ensembles die Theaterarbeit durch seine intensiven Erfahrungen im Marionettenbau und -spiel bei der »berliner marionettenbühne«. 
Das mobile KOBALT Figurentheater gastierte im Lauf der Zeit europaweit mit seinen Kinder- und Abendinszenierungen auf nationalen und internationalen Festivals und am regionalen Spielort nebenan.

## Inszenierungen
Die künstlerisch und spielerisch anspruchsvollen Inszenierungen entstehen in eigener Werkstatt in enger Zusammenarbeit mit freien Mitarbeitern – Autoren, Musikern und Figurenbildnern. Von der Fingerpuppe über die Handpuppe, Stock-, Klappmaul-, Stab-figur, über die bewegte Skulptur und die Marionette bis zur Maske reicht die Ausdrucksfähigkeit der vielfältigen und oft preisgekrönten Inszenierungen.
- Der Schimmelreiter. (2011)
- Hänsel und Gretel. (2011)
- Im Weißen Rössl.
- Der kleine Drache und das Küken. (2012)
- Die Kogge der Gestrandeten. (2013)
- Schneewittchen. (2013)
- Pirat Eberhard auf Kaperfahrt. (2014)
- Emil Elch sucht einen Freund. (2015)

## Ensemble
Silke Technau und Stephan Schlafke leben seit 2006 an der Trave und sind das mobile KOBALT Figurentheater Lübeck, das neben seiner Tourneetätigkeit vorrangig das künstlerische Profil des »Figurentheater Lübeck« im Kolk 20-22 neben dem Theaterfigurenmuseum Lübeck prägt. Seit 2014 erhält Franziska Technau als jüngstes Ensemblemitglied hier eine umfassende Ausbildung als Figurenspielerin.

## Auszeichnungen
- Besondere Auszeichnungen auf der Website des Kobalt Figurentheaters Lübeck